# Henri Desgrange
Henri Desgrange (París, 31 de enero de 1865-Grimaud, 16 de agosto de 1940) fue un ciclista y periodista deportivo francés.

## Biografía

### Ciclismo
Estableció doce récords de ciclismo en pista, incluido el récord de la hora, en la que fue capaz de recorrer 35,325 kilómetros el 11 de mayo de 1893.

### Periodismo
Se acreditó la fundación del Tour de Francia de 1903. Junto con el Barón de Dion cofundó el diario deportivo, L'Auto, el cual promovió el Tour de Francia para aumentar su pobre tirada. Esta idea vino de uno de sus periodistas, Géo Lefèvre, de solo 23 años, quien dijo que soltó la idea bruscamente porque se sentía bajo presión para decir algo en una reunión de crisis mantenida para resolver la pobre tirada del diario. Desgrange miró al tercer hombre allí presente, Georges Prade, y luego de nuevo a su joven periodista que contrató de un diario rival, Le Vèlo: «Si te he entendido bien, pequeño Géo, lo que estás proponiendo es un Tour de Francia», dijo.
Desgrange fue cauteloso y sugirió que él y Lefèvre almorzasen en el «Taverne Zimmer», en el «Bulevar de Montmartre». El café, ahora llamado T.G.I. Friday's, está todavía allí y tiene una pequeña exposición para conmemorar la reunión. El asunto no fue mencionado hasta el café, recordó Lefèvre, y lo más que dijo Desgrange fue que lo discutiría con Victor Goddet, el mánager financiero de L'Auto. Lefèvre dijo que estaba seguro de que Desgrange, no queriendo decirse «no» a sí mismo, estaba echándole el muerto a alguien.
Pero Goddet quedó encantado con la idea, y ofreció a Desgrange a tomar cuanto dinero necesitase de la caja. L'Auto anunció la carrera el 19 de enero de 1903. Aunque a Desgrange le gustaba ser llamado «El padre del Tour», la idea no solo no era suya sino que además estaba tan inseguro de la misma que permaneció al margen del primer acontecimiento en 1903 hasta que resultó ser, en contra de sus expectativas, un éxito. Lefèvre, quien divulgó la carrera mientras viajaba en tren y bicicleta, fue cambiado repentinamente del ciclismo a otros deportes.
La incertidumbre hizo a Desgrange llevar a los corredores a los Pirineos. La idea vino de otro colega suyo, quien se lo propuso tan insistentemente que Desgrange finalmente cedió a hacer todo lo que él quería. Se arrepintió de la decisión cuando los corredores empezaron a protestar diciendo que serían devorados por los osos aún llegando vivos a las cumbres. Desgrange fingió enfermedad y permaneció lejos, dejando al mando a su suplente, Victor Breyer.
L'Auto comenzó sus ediciones en 1900 como L'Auto-Vélo, pero fue obligado a cambiar su nombre en enero de 1903 después de la amenaza de demanda legal de Pierre Giffard, el propietario de una publicación rival, Le Vélo.
La promoción del Tour de Francia supuso un gran éxito para el periódico; la tirada subió de 25.000 ejemplares antes del Tour a 65.000 después del mismo; en 1908 la carrera hizo subir la tirada a más de un cuarto de millón de ejemplares, y durante el Tour de 1923 vendió medio millón de copias al día. La tirada récord alcanzada por Desgrange fue de 854.000, durante el Tour de 1933.